# Henry Walter Bates
Henry Walter Bates, född 8 februari 1825, död 16 februari 1892, var en brittisk upptäcktsresande och zoolog.
Bates åtföljde Alfred Russel Wallace 1848 till Sydamerika och fortsatte efter hans hemresa ända till 1859 sina forskningar huvudsakligen vid Amazonfloden. Han var sekreterare vid Londons geografiska sällskap 1864–92. Av Bates skrifter kan nämnas The naturalist on the river Amazonas (svensk översättning, Naturforskaren på Amasonfloden, 1872) och Contributions to the insect fauna of the Amazon valley (1867). Bates' mimikry är uppkallad efter honom.